# 波莱塞拉
波莱塞拉是意大利威尼托大区罗维戈省的一个镇，人口约4100（2004年）。